# 岩手師範学校
岩手師範学校 （いわてしはんがっこう） は第二次世界大戦中の1943年 （昭和18年） に、岩手県に設置された師範学校である。
本項は、岩手県師範学校・岩手県女子師範学校などの前身諸校を含めて記述する。

## 概要
- 岩手県師範学校・岩手県女子師範学校の統合・官立移管により設置され、男子部・女子部を置いた。
- 1876年 （明治9年） 創立の盛岡師範学校を起源とする。
- 第二次世界大戦後の学制改革で新制岩手大学学芸学部 （現・教育学部） の母体の一つとなった。
- 同窓会は 「北桐会」 （ほくとうかい） と称し、旧制・新制 （岩手大学学芸学部・教育学部） 合同の会である。

## 沿革

### 旧・岩手県立、水沢県立、磐井県立期

#### 岩手県小学校教員伝習場、岩手県小学伝習場
- 1874年9月： 旧・岩手県、岩手郡仁王村 （現・盛岡市） 仁王小学校内に小学校教員伝習場開設[1]。
- 1875年7月： 岩手県小学校教員伝習場が岩手県小学伝習場と改称。

#### 水沢県小学教則伝習所、磐井県小学教則伝習所、磐井師範学校
- 1874年3月： 水沢県、小学教則伝習所を設置。
- 1875年11月： 水沢県の磐井県への改称にともない、水沢県小学教則伝習所が磐井県小学教則伝習所と改称。
- 1875年12月： 磐井県小学教則伝習所が磐井師範学校と改称 （1876年3月設立認可）。

### 岩手県立期

#### 盛岡師範学校
- 1876年4月18日： 磐井県廃止、岩手県に併合。
- 1876年5月9日： 一関大火で磐井師範学校校舎焼失、廃校。
- 1876年5月27日： 岩手県、盛岡小学師範学校生徒入学心得を制定。
  - 入学資格： 16歳-40歳の男女。在学期間： 8ヶ月。
- 1876年6月15日： 盛岡師範学校規則制定。
- 1876年7月： 岩手郡仁王村内丸 （現・盛岡市内丸、盛岡合同庁舎・県警本部付近） に新校舎落成。
- 1876年8月25日： 盛岡師範学校開校。
- 1877年1月4日： 附属小学校創立。
- 1877年6月15日： 上級学校進学のための予科学教場を設置。
  - 1880年6月、岩手中学開設に伴い廃止。
- 1877年10月： 規則改正。緩養科 （2年）・急養科 （6ヶ月） を設置。

#### 旧・岩手師範学校
- 1879年1月10日： 県立岩手師範学校と改称。
- 1879年12月5日： 公立岩手師範学校と改称。
- 1879年12月25日： 規則改正。急養科を廃止。
- 1882年6月27日： 師範学校教則大綱に準拠し教則改正。
  - 中等科 （入学資格17歳以上、修業年限2年半）・高等科 （入学資格15歳以上、修業年限4年） を設置。
  - 初等科は募集せず[2]。
- 1882年7月28日： 寄宿舎焼失 （師範学校・医学校・中学校）。

#### 岩手県尋常師範学校
- 1886年6月7日： 師範学校令に準拠し岩手県尋常師範学校と改称。
  - 入学資格17歳-20歳、修業年限4年。
- 1892年5月： 寄宿舎新築。
- 1895年1月： 小学校教員講習科 （1年制） 設置。

#### 岩手県師範学校
- 1898年4月： 師範教育令に準拠し岩手県師範学校と改称。
- 1899年4月： 女子部を開設 （3年制）。
- 1899年10月： 女子部、盛岡市内丸の専用校舎に移転。
- 1902年1月： 生徒紛擾事件発生 （絶交書事件、桃色事件とも）。
  - 男子部4年生6名と女子部生徒との間に 「往来」 があったとして3年生が絶交書を掲示。3年生と4年生の間の対立が教師を巻き込んで拡大したが、同月末に八甲田雪中行軍遭難事件が発生し、一気に尻すぼみに[3]。
- 1908年3月： 学則改正。本科第二部 （中等学校卒対象、1年制） を設置。
  - 本科第二部は、当初は年毎に男女交互に募集。1912年4月から男女とも毎年募集となった。
- 1909年10月： 校舎改築完成。
- 1912年3月： 岩手郡中野尋常小学校 （現・盛岡市立中野小学校） を代用附属とする。
- 1913年11月： 校歌制定。『岩手の山の安らかに』 （武田彩吉 作詞、田村虎蔵 作曲）。
- 1920年2月27日： 女子部校舎焼失。県立盛岡高等女学校に併設となる。
- 1923年4月： 女子部が岩手県女子師範学校として分離独立。
  - 岩手県師範学校は男子校となった。
- 1925年4月：本科第一部を5年制に変更 （2年制高等小学校卒対象）。
- 1925年11月： 岩手郡米内村大字上田第18地割・第19地割の新校舎に移転。
  - 現・盛岡市高松4丁目、県立盛岡第三高等学校所在地。
  - 仁王尋常高等小学校 （現・盛岡市立仁王小学校） を代用附属とする。
  - 旧・内丸校地は女子師範学校の校地となる。
- 1926年4月： 専攻科を設置 （1年制）。
  - 同月、従来の附属小学校は女子師範学校附属に移管。

#### 岩手県女子師範学校
- 1899年4月： 岩手県師範学校に女子部を開設 （3年制）。
- 1899年10月： 女子部、盛岡市内丸の専用校舎に移転。
- 1908年3月： 学則改正。本科第二部 （女子は高等女学校卒対象、1年制） を設置。
  - 本科第二部は、当初は年毎に男女交互に募集。1912年4月から男女とも毎年募集となった。
- 1920年2月27日： 女子部校舎焼失。県立盛岡高等女学校に併設となる。
- 1923年3月29日： 岩手県女子師範学校設立認可 （文部省告示第88号）。
- 1923年4月1日： 岩手県師範学校から女子部が分離独立し、岩手県女子師範学校開校。
  - 盛岡高等女学校校舎に併設で発足。
  - 本科第一部・本科第二部を設置。中野尋常小学校 （現・盛岡市立中野小学校） を代用附属とする。
- 1925年4月： 本科第一部を5年制に変更。
- 1926年4月： 専攻科を設置 （1年制）。
  - 同月、岩手県師範学校附属小学校を女子師範学校附属に移管。
- 1928年4月： 附属幼稚園を開設。

### 官立期

#### 岩手師範学校
- 1943年4月1日： 岩手県師範学校・岩手県女子師範学校を統合し、官立岩手師範学校設置。
  - 旧岩手県師範学校校舎に男子部、旧岩手県女子師範学校校舎に女子部を設置。
  - 本科 （3年制。中等学校卒対象）・予科 （2年制。高等小学校卒対象） を設置。
- 1943年5月： 女子部附属小学校が加賀野に移転 （現・岩手大学教育学部附属小学校所在地）。
- 1947年4月： 附属中学校 （新制） を開設。
- 1948年8月28日： 女子部校舎焼失。
- 1949年5月31日： 新制岩手大学発足。
  - 岩手師範学校は岩手青年師範学校と共に学芸学部の母体として包括された。
- 1951年3月： 岩手大学岩手師範学校 （旧制）、廃止。

## 歴代校長
岩手県師範学校（前身諸校を含む）
- 加納久宜：1877年8月 - 1879年4月
- 森中和：1879年4月 - 1886年3月
- 石原半右衛門：1886年3月 - 1888年3月
- 清川寛：1888年6月9日[4] - 1892年3月
- 沢村勝支：1892年4月1日 - 1895年8月27日
- 須田辰次郎：1895年8月27日 - 1897年11月19日
- 村上孚光：1897年11月19日 - 1897年12月27日
- 小早川潔：1897年12月27日 - 1900年12月
- 高橋均：1900年12月28日 - 1903年1月13日
- 小林鼎：1903年2月19日 - 1919年7月
- 勝山信司：1919年7月 - 1921年9月
- 古市利三郎：1921年9月 - 1930年3月
- 瀬谷真吉郎：1930年3月 - 1933年3月
- 木暮安水：1933年3月 - 1938年4月
- 富野壮子路：1938年4月 - 1941年4月
- 板倉操平：1941年4月 - 1943年3月

岩手県女子師範学校
- 服部品吉：1923年3月 - 1925年8月
- 久保川平三郎：1925年9月 - 1928年3月
- 豊田藤弥：1928年4月 - 1930年12月
- 辻助次郎：1930年12月 - 1932年3月
- 黒金厚美：1932年3月 - 1934年3月
- 藤見睦治：1934年3月 - 1939年8月
- 森岡文策：1939年8月 - 1943年3月

官立岩手師範学校
- 高橋勝一：1943年4月1日[5] - 1945年4月
- 片岸初見：1945年4月1日 - 1945年11月24日[6]
- 植村光治郎：1945年11月24日[6] - 1949年5月
- 浅見信次良：1949年5月 - 1951年3月
  - 新制岩手大学学芸学部 初代学部長

## 校地の変遷と継承
岩手師範学校男子部

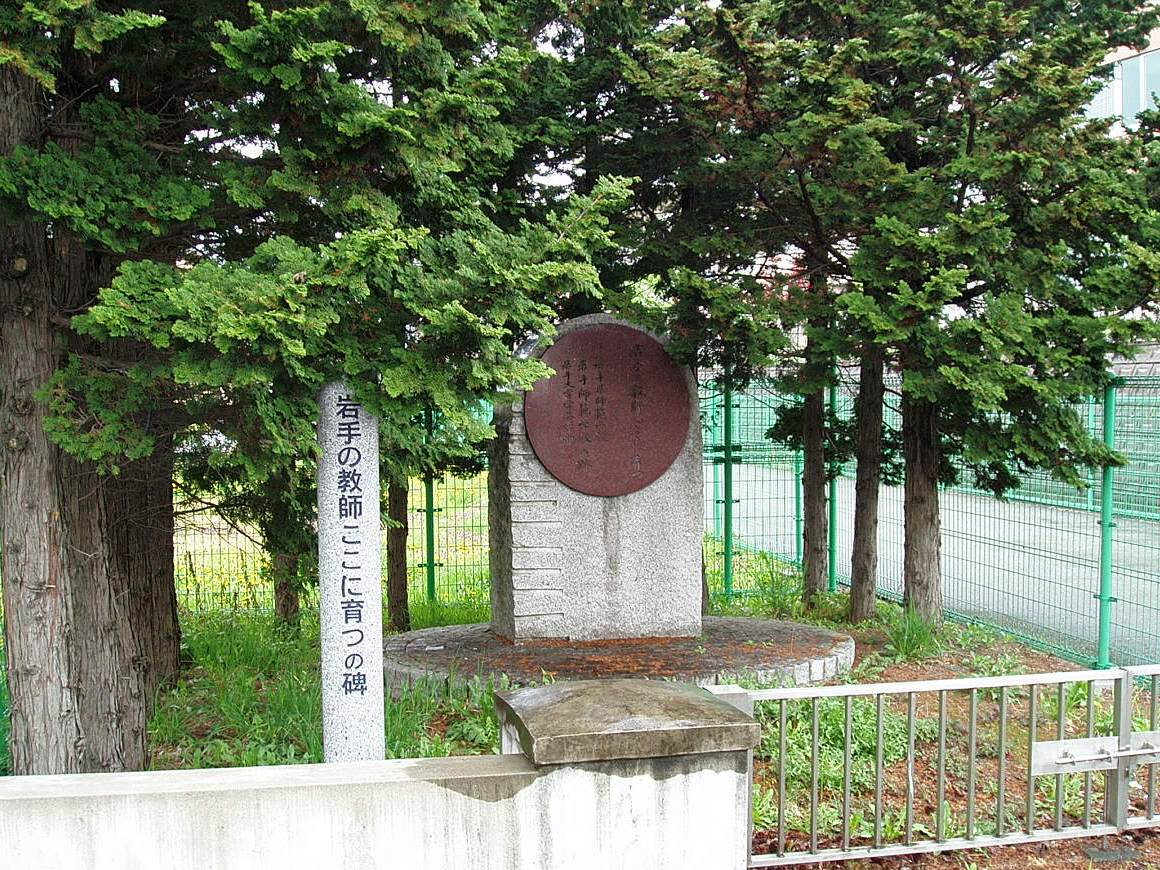
旧高松校地、岩手の教師ここに育つの碑

前身の岩手県師範学校から引き継いだ盛岡市上田豕小屋30 （現・高松4丁目） の校地を使用した。高松校地は後身の新制岩手大学学芸学部に引き継がれ、1965年9月に現在の上田キャンパス （元・盛岡高等農林学校校地） に移転するまで使用された。旧・高松校地には現在、岩手県立盛岡第三高等学校および岩手大学北謳寮・紅梅寮・国際学生宿舎が存在する。
岩手師範学校女子部
前身の岩手県女子師範学校から引き継いだ盛岡市内丸の校地を使用したが、1948年8月、火災で校舎を焼失した。附属幼稚園の後身、岩手大学学芸学部附属幼稚園は1954年12月まで内丸に存在した。現在、内丸校地の跡地には、盛岡合同庁舎などが存在する。

## 著名な出身者

### 岩手県師範学校
- 伊能嘉矩（人類学者・民俗学者　中退）
- 及川規（教育者・弁護士・衆議院議員）
- 小笠原二三男（教育者・参議院議員）
- 小田島孤舟（歌人）
- 斎藤宗次郎（キリスト教徒）
- 佐藤衡（政治家・教育者・漢学者）
- 佐藤哲郎（政治家・水沢市（現・奥州市）長）
- 小川仁一（政治家・日本社会党衆議院議員・参議院議員）
- 菊地規（作詞家）

### 岩手県女子師範学校
- 鷹觜テル（栄養学者・医学博士）
- 横田チエ（政治家・岩手県議会議員・盛岡市議会議員）

## 関連文献
- 作道好男・作道克彦（編）　『岩手大学教育学部百年史』　教育文化出版教育科学研究所、1983年4月。
- 岩手大学教育学部創基百年記念誌発行委員会（編）　『創基百年 : 岩手大学教育学部』　岩手大学教育学部、1976年9月。
- 岩手大学創立50周年記念誌編集委員会（編）　『岩手大学五十年史』　岩手大学、2000年6月。
- 『官報』